# Chiesa di San Paolo (Campobasso)
La chiesa di San Paolo è un edificio religioso di Campobasso.

## Storia
La prima chiesa di san Paolo, ancor oggi esistente, risale al XVII secolo ed è situata alla fine di viale del Castello. Costruito in una sola navata servì, inizialmente, ad officiarvi messa per quegli abitanti che si erano stabiliti appena fuori dal borgo o che vivevano nella zona detta, appunto, di san Paolo e che non volevano, specialmente durante il periodo invernale, correre il rischio di ruzzoloni sulle strade di accesso alle altre chiese poste più in alto dell'abitato.
Già durante il XIX secolo in essa non si officiava più e l'immobile venne utilizzato per dormitorio di soldati, poi venne trasformato in mulino e, successivamente, in deposito dei carri funebri del Municipio.
Negli anni settanta del XX secolo venne costruita, più a valle, la nuova chiesa con lo stesso nome, ma diventando parrocchia dei santi Bartolomeo e Paolo, comprendendo anche l'antica Chiesa di San Bartolomeo situata nel centro storico della città.